# Sieboldius japponicus
Sieboldius japponicus – gatunek ważki z rodziny gadziogłówkowatych (Gomphidae).